# 옷소매

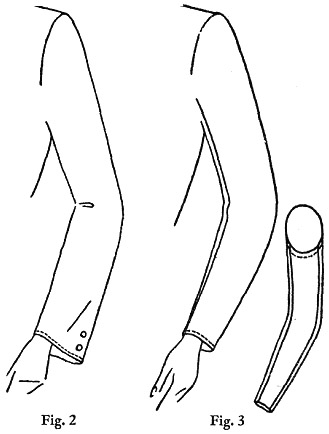
소매

소매는 웃옷의 좌우에 있어 두 팔을 꿰는 부분을 뜻한다. 소매의 너비에 따라 좁은 소매, 넓은 소매가 있고, 소매 아래쪽의 불룩하게 둥글린 부분이 불룩한 것과 직선으로 굴린 것이 있다.

## 역사
소매는 일찍이 동양에서 나타났는데, 중국 은대 후기(기원전 1100년경)부터 있었다. 반면, 고대 이집트나 그리스에서는 한 장의 옷감을 몸에 둘러 입었기 때문에 소매가 뚜렷하게 없었다. 그러다가 18세기 로코코 시대에 과장된 양식의 소매가 유행하여 소맷부리에 레이스·프릴·리본 등을 달았다. 19세기 산업 혁명 이후 남성복에는 장식이 없어지고, 오늘날 재킷의 소매같이 몸에 붙는 소매가 등장했다.

## 유형
길이에 따라 긴소매, 반소매, 7부소매, 8부소매 등이 있다. 또 종류에 따라 세인트소매·셔츠소매·타이트소매·풀소매·돌먼소매·드레이프소매·래글런소매·만다린소매·비숍소매·지고소매·케이프소매·투피스소매·파고다소매·퍼프소매·프렌치 소매·한복 소매 등이 있다.